# Mont Hadley
Mons Hadley

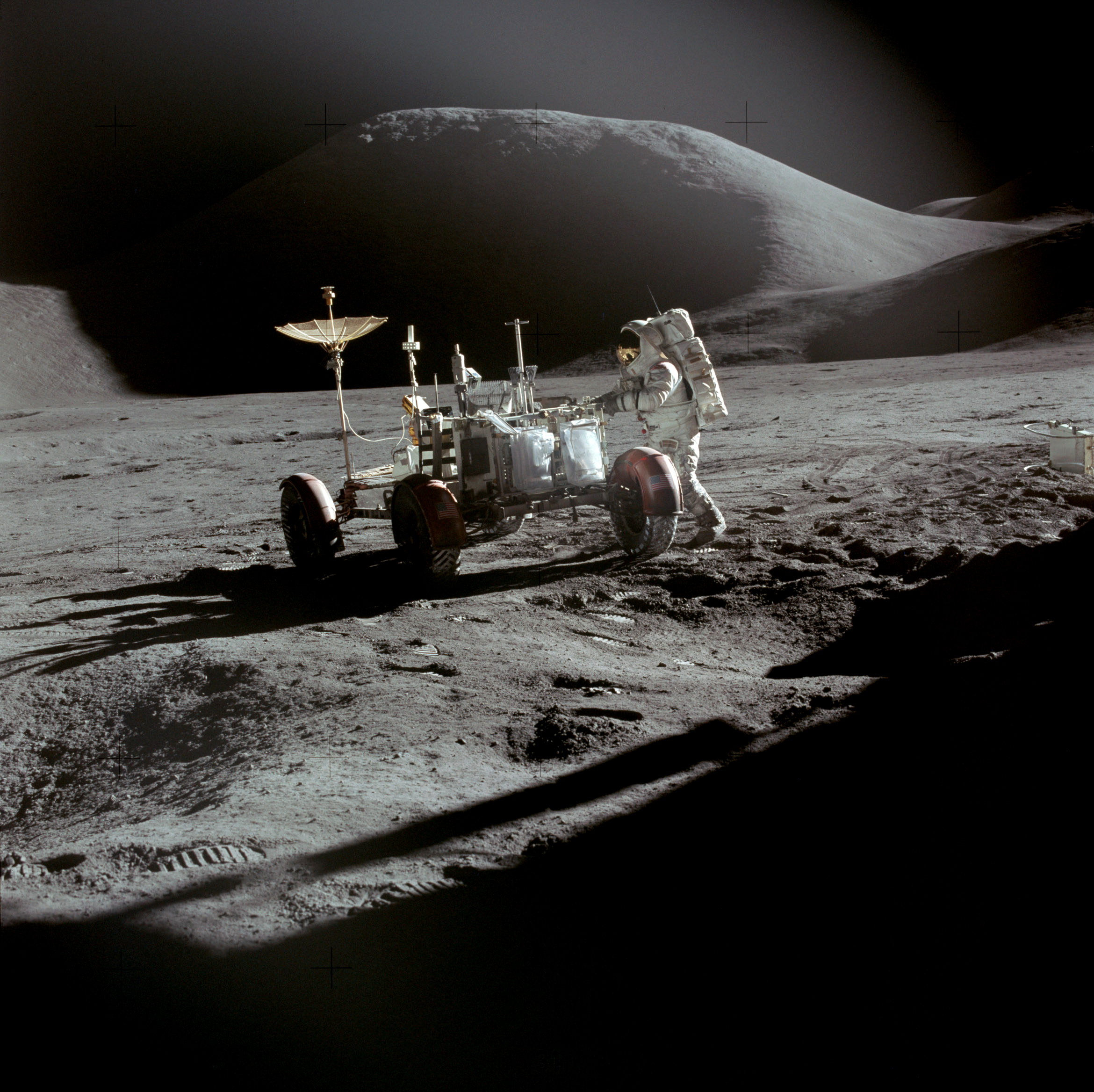
James Irwin, de la mission Apollo 15, devant le mont Hadley.

Le mont Hadley, en latin Mons Hadley, est un massif montagneux lunaire de la partie septentrionale de la chaine des Apennins situé en 27, 5. Il borde sur une longueur d'environ 25 kilomètres la région est du marais de la Putréfaction. La mission Apollo 15 s'est posée à une quinzaine de kilomètres au sud-ouest du mont Hadley.
La statuette Fallen Astronaut fut déposée sur la Lune, près du rover lunaire à sa position finale, dans la plaine au pied du mont Hadley, le 2 août 1971 par David Scott de l'équipage d'Apollo 15, près d'une plaque commémorative portant les noms de huit astronautes américains et de six cosmonautes soviétiques.